# Институт по статистика (Албания)
Институтът по статистика (на албански: Instituti i Statistikës) е статистическа организация, подчинена на правителството на Албания.

## История
Първата статистическа служба е открита след създаването на Албания през 1912 г. От 1924 г. служи за събирането на икономически данни за Министерството на обществените въпроси и земеделието. Дейността на тази служба е ограничена до инвентаризациите в земеделието, регистрацията на броя на земеделските стопани, вид на земята и животновъдството, както и данни за промишлеността, търговията, вноса и цените на износа.
Създадена е като институция с решение № 121, на 8 април 1940 г. Системата за статистическа услуга е създадена с решение № 35 от 13 януари 1945 г. със създаването на отдел „Статистика“ под ръководството на Министерския съвет.